# Deutschland (singel Rammsteina)
Deutschland – pierwszy z singli niemieckiego zespołu muzycznego Rammstein promujących jego siódmy album studyjny, noszący tę samą nazwę co zespół. Został wyprodukowany przez Olsena Involtini, natomiast tekst utworu napisali członkowie zespołu. Singel został wydany 28 marca 2019 roku.
„Deutschland” dotarł do pierwszego miejsca najpopularniejszych singli w Niemczech oraz uzyskał status złotej płyty za sprzedaż ponad 200 000 egzemplarzy. W Polsce uzyskał certyfikat dwukrotnie platynowej płyty.

## Teledysk
Do singla został nakręcony teledysk, którego reżyserią zajął się Specter Berlin, a jego premiera odbyła się w dniu wydania singla. Główną rolę, Germanię, zagrała Ruby Commey.
Teledysk został opublikowany w serwisie YouTube 28 marca 2019 roku. Dwa dni wcześniej zespół wypuścił 35-sekundowy zwiastun. W tym samym czasie reżyser teledysku Eric Remberg opublikował na Instagramie kilka krótkich scen z realizacji teledysku.
Film przedstawia wybrane sceny z ponad 2000 lat historii Niemiec; od kampanii Germanika w 16. r. n.e. Z kolejnych dziejów ukazano rycerskie bitwy i podboje, czarną śmierć, polowania na czarownice, wojnę trzydziestoletnią i jej skutki, czasy napoleońskie, rewolucję listopadową, hiperinflację w pierwszych latach Republiki Weimarskiej, Goldene Zwanziger, przejęcie władzy przez nazistów, palenie książek, katastrofę „Hindenburga”, Holocaust, użycie rakiet V-2, U-Bootów. Totalitaryzm w NRD w tym rządy Ericha Honeckera zestawiono z agresją Frakcji Czerwonej Armii, masakrą podczas Olimpiady w Monachium i zamieszkami majowymi na Kreuzburgu.
Na początku teledysku, kiedy przybywa legion rzymski, otoczona wilkami Germania odcina głowę Rzymianina, którego tu rolę odkrywa Till Lindemann. Ta scena otwierająca nawiązuje do powstania ludności przeciwko rzymskim okupantom. Motyw Germanii z odciętą głową przenika do dalszych wątków, ale w innym kontekście historycznym. Po pocałunku zmarłego Rzymianina zachodzi w ciążę, a później rodzi  kilka leonbergerów. Na koniec, w "przyszłym" scenariuszu, Germania zostaje wysłana w kosmos w szklanej trumnie.  
W międzyczasie Germania zmienia swoje role i kostiumy, czasem zdają się przybierać pomnikową pozę (np. wraz z czterema owczarkami niemieckimi, nawiązując do kwadrygi berlińskiej Bramy Brandenburskiej) biernie towarzyszyć brutalnym dziejom, zarówno odgrywa role niezależnie i wspólnie. Przyjmuje  zarówno rolę sprawcy i ofiary - wręcza kastety dwóm mężczyznom z czasów Republiki Weimarskiej, prowadzi rycerskie bitwy, przywraca do życia poległych, albo leży jako pokarm z kiszoną kapustą na oczach mnichów, którzy ją zjadają, zostaje spalona na stosie, zostaje postrzelona w twarz przez więźniów obozu koncentracyjnego jako oficer SS lub jest zakładniczką terrorystów RAF-u. Niemal w każdym epizodzie Germanii towarzyszą członkowie zespołu, w niektórych epizodach wzajemnie się zwalczają albo trzymają się jedności.    
Część wątków z dziejów Niemiec ukazano symbolicznie, wykorzystując postaci historyczne, personifikacje oraz atrybuty i akcesoria, w tym ekskluzywne modele samochodów marki Adler i Mercedesa lub pomniki (m.in. Karola Marksa i Ernsta Thälmanna). Również miejsca kręcenia poszczególnych planów nie są przypadkowe, koncentrują się głównie w Berlinie, z którego wywodzi się zespół - m.in. areszt śledczy Policji Ludowej NRD przy Keibelstrasse, cytadela Spandau, w której wykorzystano muzealia, głównie  pochodzące z wilhelminowskiej Siegesalle posągi postaci historycznych (m.in. Albrecht Niedźwiedź, a także projektant cytadeli – Rocco Guerrini). Znalazły się również gipsowe popiersia członków zespołu przypominające wizerunki znanych Niemców znajdujących się w naddunajskiej Walhalli w Donaustauf k. Ratyzbony. Do średniowiecznych epizodów wykorzystano dawne opactwo Cystersów w Chorin, na terenie dawnej kopalni wapnia w Rüdersdorfie realizowano sceny z historii III Rzeszy. W wypełnionej walką, przemocą i patologiami (kanibalizm, zoofilia, układy kleru z nazistami) narracji teledysku zrezygnowano z chronologicznego porządku historii na rzecz m.in. paraleli dawnych epizodów z późniejszymi. Wybór czarnoskórej postaci do roli Germanii ma również asocjacje z niemieckimi dziejami i postaciami m.in. św. Maurycym od którego pochodzą średniowieczne insygnia cesarskie i Josephine Baker, afroamerykańską tancerką, która mieszkała w Berlinie w latach dwudziestych XX wieku. Znalazły się również kluczowe akcenty z historii samego zespołu, figura anioła z płonącymi skrzydłami nawiązująca do utworu Engel, motyw Królewnej Śnieżki znany z teledysku do utworu Sonne, którego fortepianowa wersja w wykonaniu Clemensa Pötzscha, znalazła się w końcowej części wideoklipu.
Oprócz muzyki Rammsteina i Pötzscha we wstępie do teledysku wykorzystano piosenkę "The Beast"  kompozytora Jóhanna Jóhannssona ze ścieżki dźwiękowej do filmu Sicario, a także piosenkę "Our Darkness" Anny Clark.
Dodatkowe role to Manny Marc, ginekolog, Olexesh, Harris i DJ Maxxx. Operatorem filmu był Armin Franzen, za montaż odpowiadał David Gesslbauer, a kostiumy przygotowała Dorota Budna. Do realizacji zaproszono również kilka polskich grup rekonstrukcyjnych. Produkcją zajmowały się firmy MMAATTCCHH Berlin i DRKNSD, kierownikiem produkcji była Ronja Prinz.
Teledysk w serwisie YouTube wyświetlono ponad 25 milionów razy w ciągu tygodnia i do tej pory miał ponad 388 milionów wyświetleń (stan na listopad 2024 r.).

## Notowania
| Lista przebojów (2019)                 | Najwyższa pozycja |
| -------------------------------------- | ----------------- |
| Austria (Ö3 Austria Top 40)            | 4                 |
| Belgia (Ultratop 50 Singles, Flandria) | 23                |
| Belgia (Ultratop 50 Singles, Walonia)  | 23                |
| Czechy (Singles Digitál Top 100)       | 11                |
| Estonia (Eesti Tipp-40)                | 20                |
| Finlandia (Suomen virallinen lista)    | 4                 |
| Francja (Top Singles & Titres)         | 100               |
| Holandia (Single Top 100)              | 74                |
| Irlandia (Singles Chart)               | 96                |
| Litwa (AGATA)                          | 36                |
| Łotwa (LAIPA)                          | 13                |
| Niemcy (Media Control Charts)          | 1                 |
| Nowa Zelandia (Recorded Music NZ)      | 27                |
| Słowacja (Singles Digitál Top 100)     | 20                |
| Szkocja (Official Charts Company)      | 29                |
| Szwajcaria (Singles Top 100)           | 1                 |
| Szwecja (Sverigetopplistan)            | 44                |
| Węgry (Single (track) Top 40 lista)    | 1                 |
| Wielka Brytania (UK Singles Chart)     | 98                |